# داویده آدورنی
داویده آدورنی (انگلیسی: Davide Adorni؛ زادهٔ ۹ اوت ۱۹۹۲) بازیکن فوتبال اهل ایتالیا است.
از باشگاه‌هایی که در آن بازی کرده‌است می‌توان به باشگاه فوتبال چزنا و باشگاه فوتبال پارما اشاره کرد.